# Anthony Gordon
Anthony Michael Gordon (* 24. Februar 2001 in Liverpool) ist ein englischer Fußballspieler. Der offensive Mittelfeldspieler steht bei Newcastle United unter Vertrag und ist englischer Nationalspieler.

## Karriere

### Verein
Der in Liverpool geborene Anthony Gordon schloss sich im Alter von elf Jahren der Nachwuchsabteilung des lokalen FC Everton an, nachdem er entdeckt wurde, als er für den Amateurverein Frameline Juniors gespielt hatte. In der Saison 2016/17 stand er erstmals in Pflichtspielen der U18-Mannschaft auf dem Spielfeld. Dort schlug der offensive Mittelfeldspieler in der folgenden Spielzeit 2017/18 völlig ein und hatte nach den ersten 10 Ligaspielen der U18 Premier League bereits 12 Tore und zwei Vorlagen auf dem Konto. Seine beeindruckenden Leistungen brachten ihm am 6. Dezember 2017 eine Nominierung in den Spieltagskader der ersten Mannschaft für das UEFA-Europa-League-Spiel gegen Apollon Limassol ein. Beim 3:0-Auswärtssieg kam er schließlich zu seinem Debüt, als er in der 88. Spielminute für Kevin Mirallas eingewechselt wurde. Dies blieb vorerst sein einziger Auftritt bei den Herren und er kehrte für die restliche Saison wieder zur U18 zurück.
In der nächsten Spielzeit 2018/19 war er regelmäßig für die U23-Mannschaft in der Premier League 2 im Einsatz, wo er wiederum in der nächsten Saison 2019/20 seine Leistungen wesentlich verbessern konnte. Deshalb stand er bereits im November 2019 erstmals bei einer Premier-League-Partie der Toffees im Spieltagskader. Sein Ligadebüt gab er am 18. Januar 2020 (23. Spieltag) beim 1:1-Unentschieden gegen West Ham United, als er in der Halbzeitpause für Bernard eingetauscht wurde. Cheftrainer Carlo Ancelotti setzte Gordon in den nächsten Ligaspielen regelmäßig ein. Er beendete die Spielzeit mit 11 Premier-League-Einsätzen. Am 1. September 2020 unterzeichnete er einen neuen Fünfjahresvertrag.
In der nächsten Saison 2020/21 rutschte er in der Hackordnung wieder zurück und kam nur sporadisch zum Einsatz. Anfang Februar 2021 wechselte er auf Leihbasis für den Rest der Saison 2020/21 zum Zweitligisten Preston North End. Bei den Lilywhites wurde er als Rotationsspieler eingesetzt. Insgesamt bestritt er elf Ligaeinsätze. In der Premier League 2021/22 etablierte sich Anthony Gordon als Stammspieler beim FC Everton und erzielte 4 Tore in 35 Ligaspielen.
Während der Wintertransferphase 2023 wechselte Gordon für umgerechnet 45,6 Millionen Euro zu Newcastle United. Gordon kam in der Rückrunde für Newcastle zu insgesamt 16 Einsätzen, wobei er ein Tor erzielte.

### Nationalmannschaft
Zwischen September 2018 und März 2019 bestritt er zehn Länderspiele für die englische U18-Nationalmannschaft. Ab November 2021 war er für die englische U21 im Einsatz. Mit ihr gewann er 2023 die U21-Europameisterschaft und bestritt dort während des Turniers alle sechs Spiele, erzielte zwei Tore und wurde anschließend als bester Spieler des Turniers ausgezeichnet.
Im März 2024 berief ihn Nationaltrainer Gareth Southgate erstmals in den Kader der englischen A-Nationalmannschaft, in der er daraufhin beim anschließenden Freundschaftsspiel gegen Brasilien debütierte. Er hätte auch für Irland oder für Schottland spielen können, doch er hatte immer vorgehabt, für die „Three Lions“ aufzulaufen. Im Sommer 2024 wurde er für den englischen Kader bei der Europameisterschaft nominiert.

## Titel
- Englischer Ligapokalsieger: 2025 (Newcastle United)
- U21-Europameister: 2023